# Triazane
Le triazane est un composé chimique de formule H2N–NH–NH2. C'est le troisième élément de la série homologue des azanes acycliques NnHn+2, après l'ammoniac NH3 et l'hydrazine N2H4.
On peut obtenir du triazane en faisant réagir de l'ammoniac dans une zéolithe avec un revêtement d'argent. Il peut également être obtenu sous forme de chlorhydrate en faisant réagir l'hydrazine avec de la chloramine NH2Cl dans l'éther éthylique ; ce produit est cependant instable et se désintègre immédiatement.
N2H4 + NH2Cl ⟶ N3H5⋅HCl.
Il n'est en pratique possible d'isoler que des sels de triazane comme le sulfate de triazanium [N3H83+]2[SO42−]3 et non la forme basique libre. Les tentatives pour convertir des sels de triazanium en base libre n'aboutissent qu'à la formation d'ammoniac NH3 et de diimide HN=NH.
Du triazane peut être produit par irradiation électronique de glace d'ammoniac et être ensuite détecté comme produit gazeux stable après sublimation.